# Verein Psychosoziale Aspekte der Humangenetik
Der Verein Psychosoziale Aspekte der Humangenetik (VPAH) ist ein Zusammenschluss von Ärzten, Psychologen, Sozialarbeitern, Sozialpädagogen, Soziologen und Vertretern anderer Berufsgruppen, die in ihrer beruflichen Tätigkeit mit humangenetischen Fragestellungen befasst sind. Ziel des Vereins ist die Förderung der öffentlichen Gesundheitsfürsorge auf dem Gebiet der Humangenetik. Der VPAH e. V. wurde 1991 in Ulm gegründet.

## Zielsetzung
Vereinszweck ist es, psychosoziale Aspekte der Humangenetik in Ausbildung, Forschung und Praxis zu fördern durch:
- die Initiierung und Förderung von Forschungsprojekten mit psychosozialen Fragestellungen,
- die Organisation von nationalen und internationalen Fachtagungen,
- die Initiierung und Förderung von Weiterbildungsprojekten für genetische Berater,
- die Mitarbeit bei Entwicklung berufsständiger Regelwerke, Vorschriften, Leit- und Richtlinien,
- die Förderung der Zusammenarbeit von medizinischen und nichtmedizinischen Mitarbeitern genetischer Beratungsstellen,
- die Förderung der Zusammenarbeit von genetischen Beratungsstellen mit anderen Einrichtungen, die der psychosozialen Versorgung dienen,
- Öffentlichkeitsarbeit.[1]

## Geschichte
Der Verein wurde am 12. April 1991 unter dem Namen Verein zur Förderung Psychosozialer Aspekte der Humangenetik in Ulm gegründet und am 8. Oktober 1991 ins Vereinsregister des Amtsgerichts Freiburg unter der Nummer 2335 eingetragen. Der Verein ist seitdem als unmittelbar steuerbegünstigt gemeinnützig anerkannt. Auf der 9. Ordentlichen Mitgliederversammlung 1999 erfolgte die Umbenennung in Verein Psychosoziale Aspekte der Humangenetik (VPAH e. V.).
1. Vorsitzender des Vereins war von 1991 bis 1996 Gerhard Wolff (Freiburg) und von 1996 bis 2016 Hans Joachim Schindelhauer-Deutscher (Homburg/Saar). Seit 2016 ist Hendrik Berth (Dresden) 1. Vorsitzender.
Der Verein kooperiert eng mit der Deutschen Gesellschaft für Humangenetik (GfH), mit zahlreichen bundesweiten Selbsthilfeverbänden und weiteren wissenschaftlichen Fachgesellschaften, wie z. B. der Deutschen Gesellschaft für Medizinische Psychologie. Mitgliederversammlungen finden jährlich im Rahmen der Jahrestagungen der Deutschen Gesellschaft für Humangenetik statt. Vereinsnachrichten, wie Protokolle der Mitgliederversammlungen, werden in der Zeitschrift "medizinische genetik" veröffentlicht.

## Tagungen
- Workshop Trauern – Begleitung und Umgang mit Grenzsituationen in der Schwangerschaft, Freiburg, 18. bis 20. Juli 1997
- Workshop Umgang mit Tod und Trauer nach Fehlgeburten, nach genetisch indiziertem Schwangerschaftsabbruch und bei unerfülltem Kinderwunsch, Freiburg, 28. bis 30. April 1999
- Workshop Familientherapeutische Ansätze im Kontext genetischer Erkrankungen, Ludwigshafen, 10. bis 12. Januar 2008
- Tagung Risiko-Schwangerschaft – Praktische und ethische Aspekte der Risikokommunikation, Hannover, 22. April 2009
- Symposium Gen und Psyche – Vernunftehe oder Partnerschaft, Regensburg, 16. März 2011
- Symposium Selbsthilfe und Humangenetik – Zweckehe oder Partnerschaft? Lübeck, 18. März 2016[2]
- Exkursion Gedenkstätte Pirna-Sonnenstein, Dresden/Pirna, 13. bis 15. September 2019

## Veröffentlichungen
- Schlechte Nachrichten nach vorgeburtlicher Untersuchung. Eine Begleitschrift für Frauen und Paare, die einen Schwangerschaftsabbruch in Erwägung ziehen. ISBN 978-3-00031-647-0
- Familiärer Darmkrebs (HNPCC). Informationen zur Genetischen Beratung für Patienten und ihre Familien. ISBN 978-3-00037-099-1